# Elâzığ
Elâzığ (in curdo Elezîz‎) è una città della Turchia situata nella Regione dell'Anatolia Orientale e capoluogo dell'omonima provincia.
L'attuale Elâzığ inizialmente si sviluppò come un'estensione della storica città di Harput (curdo: Xarpêt, (HY)  Խարբերդ, lingua armena orientale: Kharberd, lingua armena occidentale: Kharpert o Harput), che è situata su una collina di difficile accesso in inverno.

## Società
La città è tendenzialmente conservatrice e religiosa. Il partito più votato in città risulta essere il Partito della Giustizia e dello Sviluppo.